# Kirchenpaueriidae
Famille
Les Kirchenpaueriidae sont une famille d'Hydrozoaires de l'ordre des Leptothecata. 

## Liste des genres
Selon World Register of Marine Species (31 août 2023) :
- genre Actinopluma Galea, 2020
- genre Halicornopsis Bale, 1882
- genre Kirchenpaueria Jickeli, 1883
- genre Naumovia Stepanjants, Peña Cantero, Sheiko & Svoboda, 1997
- genre Ophinella Stechow, 1919
- genre Oswaldella Stechow, 1919
- genre Pycnotheca Stechow, 1919
- genre Wimveria Stepanjants, Svoboda, Peña Cantero & Sheiko, 1998

## Systématique
Le nom valide de ce taxon est Kirchenpaueriidae Stechow (d), 1921.